# Herly (Somme)
Herly is een gemeente in het Franse departement Somme (regio Hauts-de-France) en telt 49 inwoners (2009). De plaats maakt deel uit van het arrondissement Montdidier.

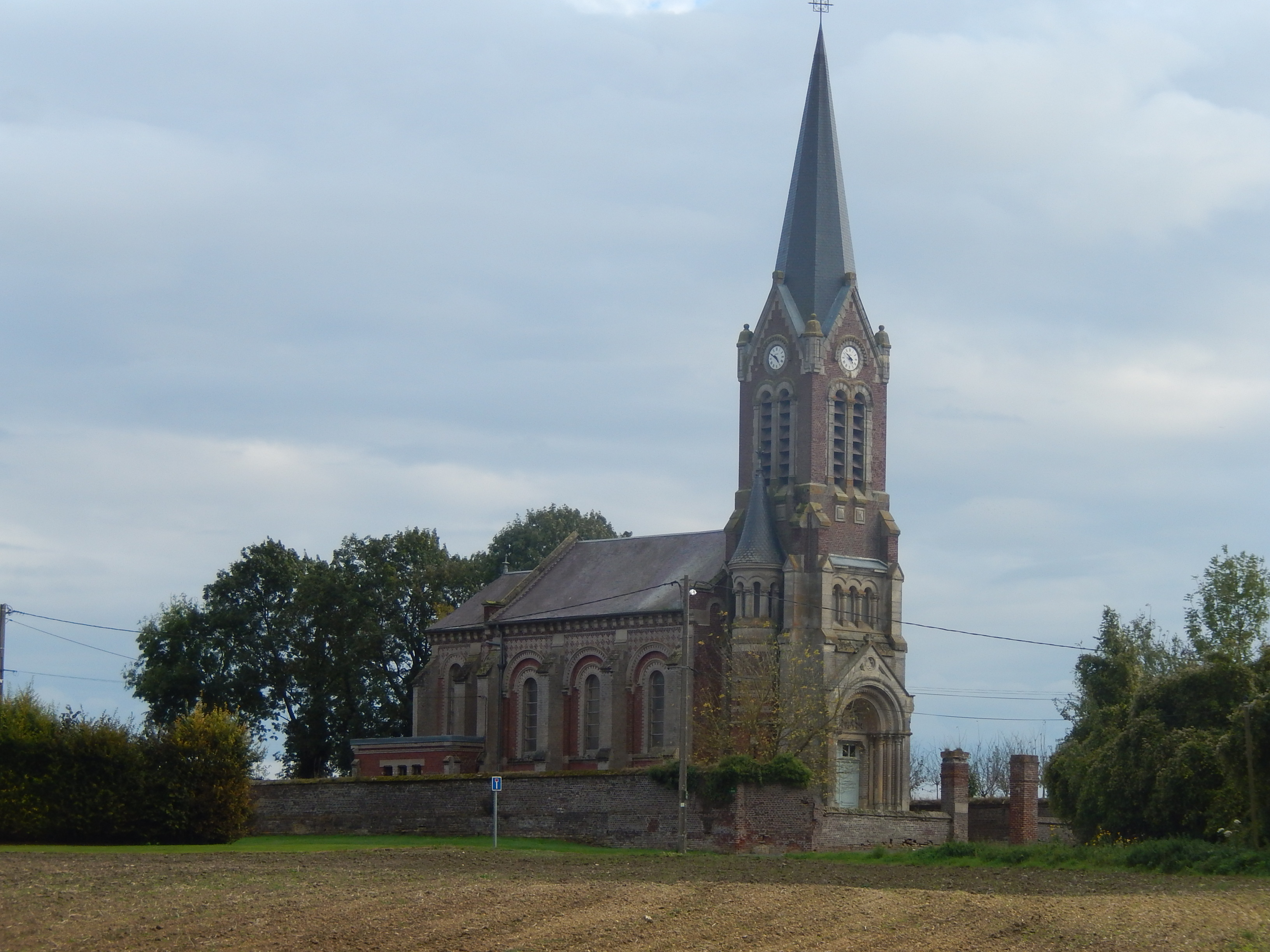
Kerk van St Éloi
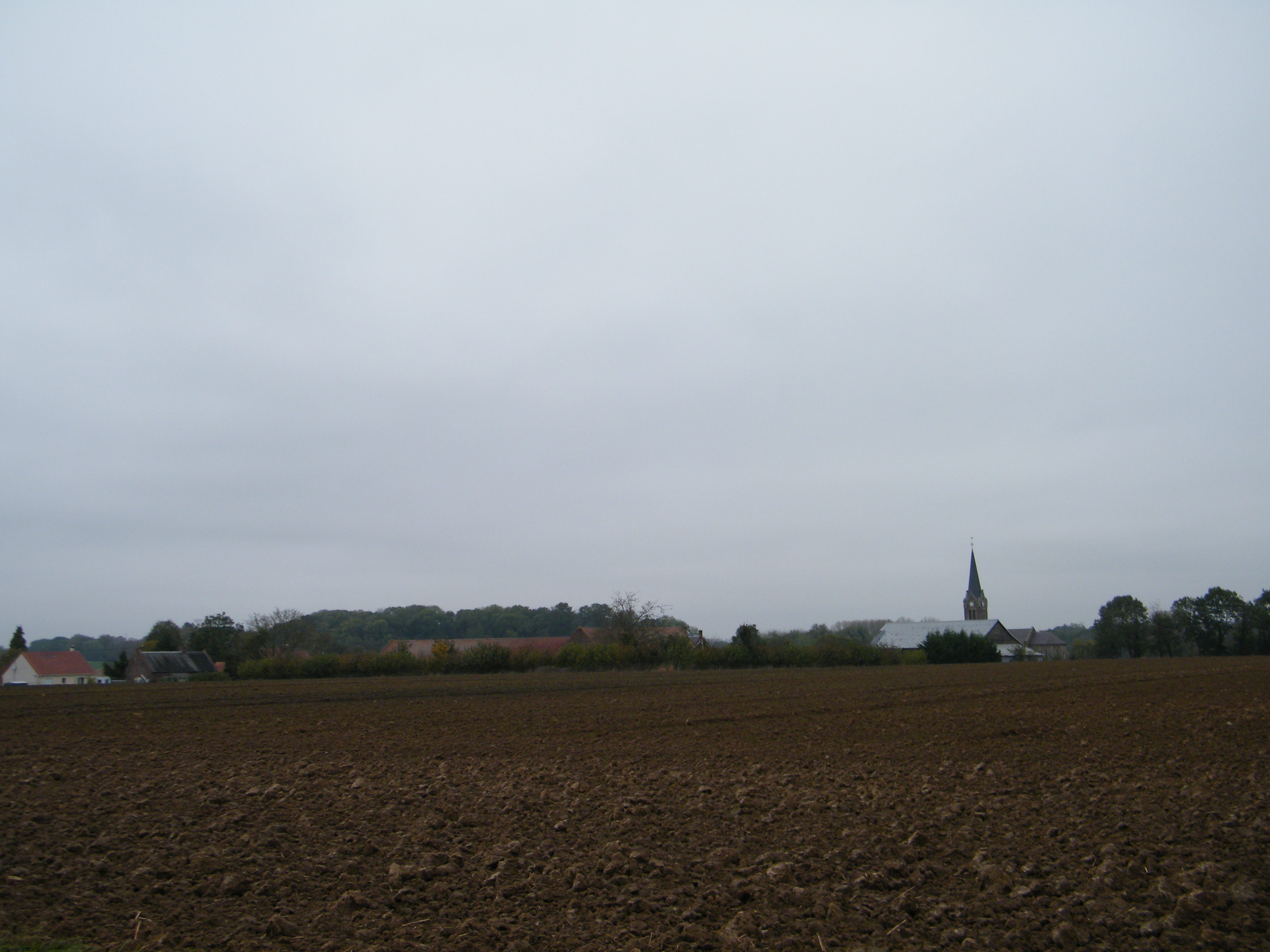
Herly

## Geografie
De oppervlakte van Herly bedraagt 3,8 km², de bevolkingsdichtheid is dus 12,9 inwoners per km².
De onderstaande kaart toont de ligging van Herly (Somme) met de belangrijkste infrastructuur en aangrenzende gemeenten.

## Demografie
Onderstaande figuur toont het verloop van het inwonertal (bron: INSEE-tellingen).